# Cravant-les-Côteaux
Cravant-les-Côteaux är en kommun i departementet Indre-et-Loire i regionen Centre-Val de Loire i de centrala delarna av Frankrike. Kommunen ligger i kantonen L'Île-Bouchard som tillhör arrondissementet Chinon. År 2022 hade Cravant-les-Côteaux 680 invånare.

## Befolkningsutveckling
Antalet invånare i kommunen Cravant-les-Côteaux
Referens:INSEE